# تفشي وباء الإنفلونزا عام 2009 في قارة آسيا

Cases of the A(H1N1) virus in Asia:
Deaths
Confirmed cases
Suspected cases
No reported cases

يعد تفشي وباء الأنفلونزا عام 2009 في قارة أسيا جزء من انتشار سلالة جديدة من النوع الفرعي لفيروس الأنفلونزا A(H1N1) عام 2009 تسبب ما تسمى عادة أنفلونزا الخنازير التي يعاني ما لا يقل عن 39433 شخص في قارة أسيا مع 2.137 حالة وفاة مؤكدة إذ كان هناك 1.35 حالة وفاة مؤكدة في الهند و737 حالة وفاة في الصين و 415 حالة وفاة في تركيا و192 حالة وفاة في تايلاند و170 حالة وفاة في كوريا الجنوبية ومن بين الدول الأسيوية شهدت كوريا الجنوبية أكثر الحالات تأكيدا تليها الصين وهونج كونج وتايلاند.

## أذربيجان
في 27 أبريل 2009 فرضت أذربيجان حظرا على استيراد منتجات تربية الحيوانات من الأمريكيين، ووفقا لرئيس الخدمة البيطرية في الدولة في وزارة الزراعة إسماعيل حسنوف، تم فحص جميع المنتجات التي جلبت إلى البلاد في ذلك اليوم من قبل ان تصدر الشهادات التي تؤكد ان تلك المنتجات أمنة.أخذت ازال آليات وتدابير سلامة إضافية، وبدأت وحدة الحجر الصحي في وزارة الصحة العمل في مطار حيدر علييف الدولي وفحص جميع الطائرات والركاب.
وقال وزير الصحة الاذرعي اوغتاي شيراليف ان النظام الذي أعده ينظر إلى تنفيذ التدابير اللازمة في المراكز الطبية والبيئية الطبية المختلفة.وقال ان أذربيجان على استعداد لهذه المسالة وفقا لوزارة الزراعة عصمت عباسوف فان الجهاز البيطري الحكومي يراقب الوضع في المناطق ويتم الاحتفاظ بالخنازير في أماكن مغلقة في المزارع.قال عباسوف أيضا: «استطيع ان أقول بمسؤولية كاملة ان الوضع المتعلق بالوقاية من فيروس أنفلونزا الخنازير مستقر في أذربيجان» ففي 31 من شهر يوليو تم التأكد من الحالة الأولى من أنفلونزا A(H1N1).
وفي الثاني من شهر مايو تم نقل جميع نقاط التفتيش على الحدود مع روسيا إلى الحواجز الأمنية والتطهير المتوسط للسيارات والمشاة على حد سواء في نقاط التفتيش Shirvanovka,Samur و Khan Oba check points في QUSAR و Khachmaz Raions. حيث كثفت الخدمات البيطرية عند نقاط التفتيش أنشطتها، في حيث انتقلت مزارع الخنازير في المناطق الشمالية إلى نظام الزراعة المغلقة.

## البحرين

Number of confirmed deaths of A(H1N1) virus in Asia:
No deaths
1+ deaths
5+ deaths
10+ deaths
50+ deaths
100+ deaths
500+ deaths
1000+ deaths
5000+ deaths

في أبريل أعلنت وزارة الصحة في البحرين ان الدولة خالية من الأنفلونزا، مشيرة إلى ان مزارع الخنازير غير موجودة في الدولة وان لحم الخنزير الحي لا يتم استيراده إلى الدولة.في 28 أبريل، دعي نواب بحرينيون من حزب الأصالة السلفي إلى حظر لحوم الخنزير في الدولة. وفي 30 أبريل حظرت البحرين استيراد لحم الخنزير من الولايات المتحدة والمكسيك حيث يأتي معظم وارداتها، وذكرت وزارة الصحة ان الدولة تتخذ احتياطات إضافية على الرغم من ان منظمة الصحة العالمية تشير إلى انه لا يمكن التعامل مع الأنفلونزا عبر استهلاك لحم الخنزير.وقد أعلنت الوزارة عن إنشاء أجنحة عزل صحي في المستشفيات الرئيسية في الدولة وأوصت أيضا بتجنب العناق والتقبيل لتجنب الاتصال بالإفراد المصابين.وفي نفس اليوم أيضا تم الإعلان عن فحص المسافرين القادمين عبر مطار البحرين الدولي وإرسال مرضى الأنفلونزا المشتبه بهم إلى أجنحة العزل. كما أعلنت انه تم تخزين الصيدليات بما يكفي من عقار تامفلو في الدولة لتغطية 20% من السكان، كما تم إنشاء خط ساخن خاص.
بدأت المخاوف في الظهور في الدولة حول إذا كان قطاع الرعاية الصحية يمكنه التعامل مع تدفق مرض الأنفلونزا أم لا. حيث أقامت وزارة الصحة مرافق فحص على جسر الملك فهد لفحص المسافرين الذين يدخلون الدولة. وفي أيار أعلنت ان مسافرا أمريكيا يبلغ من العمر41 عاما وراكبة من باريس انه تم الحجر الصحي عليهم في مجمع السلمانية الطبي بعد ظهور أعراض تشبه أعراض الأنفلونزا ومع ذلك فان اختبارH1N1  سلبي لكل الركاب. في 26 مايو، تم تأكيد إصابة طالب بحريني كان قد وصل مؤخرا من نيويورك بأنه مصاب بالأنفلونزا، وقد كانت أول حالة مؤكدة من أنفلونزا الخنازير تضرب دولة الجزيرة.وهي أيضا أول حالة إصابة مواطن خليجي بالمرض. وصرح مسئولو الصحة ان الصبي عانى بشكل خفيف من المرض وخرج من المستشفى بعد قضاء خمسة أيام في الحجر الصحي.وفي 15 يونيو تم فحص 7طلاب بحرينيين في سن17جميعهم مصابين بفيروس  H1N1وكان الطلاب من بين مجموعة من الطلاب الذين عادوا مؤخرا من برنامج تبادل الطلاب في الولايات المتحدة.في 17 يونيو ثبت ان 3 بحرينيين آخرين أصيبوا بالأنفلونزا وكانوا جميعهم على اتصال بالطلاب السبعة السابقين.
في يوليو أطلقت وزارة الصحة حملة توعية قبل بداية العام الدراسي مع خشية الكثيرين من ان تؤدي إعادة فتح المدارس إلى تفشي مرض الأنفلونزا بشكل أكبر. وبحلول أوائل أغسطس تم الإبلاغ عن 18 حالة مؤكدة من الأنفلونزا وذكرت وكالات سفريات الحج ان الآلاف من الحجاج البحرينيين الغوا رحلاتهم إلى مكة بسبب مخاوف من الإصابة بأنفلونزا الخنازير. وتم الإبلاغ عن أكثر من 180 حالة مؤكدة من الأنفلونزا في أواخر أغسطس وجميعهم عادوا من السفر في الخارج.
في 31 أغسطس توفيت خادمة فلبينية تبلغ من العمر 30 عاما بعد إصابتها بفيروس H1N1  لتصبح أول وفاة مؤكدة في البحرين نتيجة للفيروس. وفي 3 سبتمبر أفيد رجلا بحرينيا يبلغ من العمر24 عاما توفي بعد خضوعه لفيروس H1N1  وكان أول بحريني يموت بسبب المرض. وتم إعلان وفاته في مستشفى BDF وكانت هناك مزاعم بأنه قد تم تشخيصه خطا في وقت سابق من قبل مستشفى خاص.وفي 8 سبتمبر تم إعلان انه سيتم علاج المرضى الذين يعانون من إعراض مشابه للأنفلونزا بتاميفلو في جميع إنحاء الدولة، بغض النظر عن وجود حمى أو لا.كما تم الإعلان عن طلب مليون جرعة من لقاح أنفلونزا الخنازير. حيث قررت وزارة التعليم البحرينية تأجيل افتتاح المدارس حتى شهر اوكتوبر كإجراء احترازي وهو قرار أثار انتقادات من منظمة الصحة العالمية. وفي نوفمبر 2009 ذكرت الحكومة انه تم تأكيد ما يصل إلى 346 حالة إصابة بفيروسH1N1 في الدولة إلى جانب 1500 حالة مشتبه فيها من الفيروس.

## بنغلادش

Number of confirmed cases of A(H1N1) virus in Asia:
50 000+ cases
5 000+ cases
500+ cases
50+ cases
5+ cases
1+ cases

تم الإعلان عن ذلك في 29 أبريل 2009 من قبل وزير الصحة البنغالي AFM Ruhal Haque بان فحص المسافرين الدوليين القادمين بحثا عن أنفلونزا الخنازير سيبدأ في المطار الدولي الرئيسي في الدولة. وبعد اجتماع مشترك بين الوزارات حول أنفلونزا الخنازير اخبر"Haque" المراسلين انه سيتم عرض المسافرين الذين يأتون من البلدان المتأثرة على وجه الخصوص في مطار (Shahjalal) الدولي في العاصمة دكا. وتم اكتشاف مواطن بنغلادشي عاد مؤخرا من الولايات المتحدة الأمريكية في 18 يونيو مصابا بأنفلونزا الخنازير مما يجعله أول مريض يتم اختبار إصابته بعدوى فيروسيه H1N1في الدولة.
اعتبارا من22 أغسطس تم تأكيد 98 حالة إصابة بالفيروس A(H1N1) في بنغلادش.

## بورما (ميانمار)
في 1 مايو تفقد الدكتور ميا اوو نائب رئيس لجنة العمل العالمية للوقاية من الأنفلونزا البشرية ومواجهتها.والتدابير الوقائية ضد الأنفلونزا البشرية في مطار يانغون الدولي، يورما (المعروف أيضا باسم ميانمار) وفي 27 يونيو أكدت إذاعة ميانمار التي تديرها الدولة البورمية أول حالة إصابة بأنفلونزا A(H1N1)وهي فتاة تبلغ من العمر 13 عاما وعادت لتوها من رحلة من سنغافورة.

## كمبوديا

Community Outbreaks in Asia:
Community Outbreaks

لا تزال السلطات الصحية في كمبوديا في حالة تأهب لكنها على ثقة من استعداد الدولة لوباء أنفلونزا الخنازير.وفيما يتعلق بضمان عدم انتشار الخنازير المصابة بالمرض في كمبوديا، قالت جمعية الكمثريين من الخنازير الكمبودية أنها أبلغت الحكومة انه يتعين عليها حظر استيراد الخنازير الحية.لكن Khlauk Chuon  نائب مدير مركز Camcontrol بوزارة التجارة قال أنهم سيحظرون فقط استيراد الخنازير الحية من البلد التي أصيبت بأنفلونزا الخنازير.
«نحن قلقون جدا من هذا المرض الجديد لأنه يمكن ان ينتقل من الخنزير إلى الإنسان ومن الإنسان إلى الإنسان ومن الإنسان إلى الخنزير» أضاف Khlauk Chuon . وتم تأكيد 6 حالات في كمبوديا بما في ذلك حالة محلية واحدة.

## الصين، جمهورية الصين الشعبية
تطور التفشي في البر الرئيسي للصين:
تم الإبلاغ عن أول حالة مشتبه بها في البر الرئيسي للصين 10 مايو2009. واعتبارا من 29 يوليو 2009 بلغ عدد الحالات المؤكدة المصابة ب A(H1N1) في البر الرئيسي الصيني 2000 حالة ولم يتم الإبلاغ عن أي وفيات أو حالات خطيرة وفقا لوزارة الصحة.وذكر بيان على الموقع الإلكتروني لوزارة الصحة انه من بين إجمالي 2,003 حالة مؤكدة تم استيراد 1,853 حالة.
أصدرت الإدارة العامة للرقابة على الجودة والتفتيش والحجر الصحي في الصين إشعارا طارئا في مساء يوم 26 أبريل بان الزوار العائدين من المناطق المتأثرة بالأنفلونزا واللذين عانوا من إعراض تشبه الأنفلونزا خلال أسبوعين سيتم عزلهم. وبدأت وزارة الصحة في اتخاذ تدابير وقائية حيث بدأت بالتعاون مع منظمة الصحة العالمية والإدارات المعنية في الحكومتين المكسيكية والولايات المتحدة للمساعدة في احتواء المرض.وحسب وانغ جينغ من معهد الصين للتفتيش وعلوم الحجر الصحي ان التدابير المعمول بها بالفعل في الصين ضد أنفلونزا الطيور كافية لهذا المرض الجديد، كما تم تعلم بعض الدروس المستفادة من اندلاع السارس عام 2003 بما في ذلك وسائل الإعلام التي تسيطر عليها الدولة لا تعطي مثل هذه الأحداث.
2 مايو قررت الحكومة الصينية  تعليق الرحلات الجوية من المكسيك إلى  شنغهاي حسبما ذكرت وزارة الخارجية وفي الوقت نفسه خصصت إدارة الطيران المدني في الصين أيضا ميثاقا لنقل الزوار الصينيين العالقين في الوطن ومن بين جميع شركات الطيران كانت China Eastern Airlines  هي الخيار الأول حيث يوجد مقرها في شنغهاي حيث تغادر الرحلة الأصلية والوحيدة الصينية المكسيكية لكن المهمة في وقت لاحق سقطت على خطوط China Southern Airlines التي تتخذ من قوانغشتوا مقرا لها لا تناسب المنشاة في مطار تيخوانا.حيث ستغادر الرحلة التي استبدلت شركة طيران China Southern في الساعة 21:00 مساءا من يوم 3 مايو باعتبارها رحلة عادية حتى تصل إلى محطة التوقف في لوس انجلوس ثم تطير فارغة باتجاه مكسيكو سيتي لالتقاط 120 سائحا تقطعت بهم السبل ومن المتوقع ان تعود رحلة الطيران العارضة إلى شنغهاي في تمام الساعة 11:00 صباحا في 5 مايو، وسيخضع جميع الركاب على متن الطائرة للفحص لمعرفة ما إذا كانت هناك حاجة إلى مزيد من الإجراءات. وتم تأكيد 1089 حالة في الصين بحلول أوائل مايو.
جمعت وزارة الصحة الصينية خبراء لصياغة إستراتيجية لقاح الأنفلونزا A(H1N1) والحصانة التي ستشمل (متى وكيف ومن يجب) استخدام اللقاح.وقال نائب مدير مكب الطوارئ بالوزارة ليانغ وانيان ان الهدف الأمثل من لقاح الأنفلونزا هو حماية السكان المعرضين للخطر بشكل كبير وخاصة المصابين بالإمراض الأساسية والنساء الحوامل. ومن المتوقع ان تكون الدفعة الأولى من لقاح الأنفلونزا A(H1N1) في الصين جاهزة بحلول يوليو وستخضع لاختبار سريري لمدة شهرين قبل ان يكون متاحا في السوق.وتتمثل إستراتيجية لقاح الأنفلونزا في الصين في تخزين ما يكفي من لقاح واحد في المائة من سكانها بحلول 1اكتوبر كإجراء وقائي لمواجهة أي تفش أخير للأنفلونزا.وقال ليانغ ان الصين ستتخذ إجراءات وقائية أكثر صرامة وفعالية عند بواباتها العديدة وتثقيف الناس بشان فيروس H1N1 المعروف أيضا باسم أنفلونزا الخنازير.
في أوائل سبتمبر 2009 منحت إدارة الدولة للغذاء والدواء في الصين الموافقة على لقاح أنفلونزا الخنازير محلي المنشأ والذي يدعى شنج sinovac bioteach انه فعال بعد جرعة واحدة فقط.
في 4 يناير 2010 أعلنت وزارة الصحة الصينية انه تم تسجيل 659 حالة وفاة بسبب أنفلونزا الخنازير في عام 2009 مع 120940 خالة مؤكدة تم اكتشافها على مدر العام.

## قبرص
حددت قبرص أول حالة إصابة بفيروس H1N1 في 30 مايو في امرأة تبلغ من العمر 39 عاما من مولدوفا، تعيش في قبرص وعادت من الولايات المتحدة في 28 مايو حتى 11 يوليو تم تأكيد 250 حالة في قبرص.

## هونغ كونج
اصدر مكتب الغذاء والصحة في هونغ كونج نصائح للسفر إلى المكسيك في 26 أبريل 2009 والتي نصحت سكان هونغ كونج بعدم السفر إلى المكسيك ما لم تكن هناك ضرورة مطلقة، وأول حالة تم الإبلاغ عنها كانت مكسيكية سافرت من شنغهاي.وتم العثور على احدث حالة (العاشرة) في أمريكي يبلغ من العمر 56 عاما وقد سافر من سان فرانسيسكو. حيث رفع المكتب أيضا مستوى التنبيه من«حالة التأهب» إلى «خطير» في نفس اليوم الذي نشط إجراءات الوقاية الصحية في جميع موانئ الدخول إلى هونغ كونج. وعلى هذا النحو يتم استخدام أجهزة فحص درجة الحرارة في جميع نقاط التفتيش لتحديد الركاب اللذين يعانون من أعراض الحمى وفي الجهاز التنفسي. وأي راكب يفشل في اختبار درجة الحرارة ويؤكد وجود حمى سيتم عزله في الحجر الصحي وإرساله إلى المستشفى العام لإجراء مزيد من التحقيقات. وقد أصبحت هونغ كونج أيضا واحدة من أولى السلطات القضائية التي أعلنت ان أنفلونزا الخنازير هو مرض يمكن الإبلاغ عنه وتم تعلم الكثير من الإجراءات عندما تفشى مرض السارس عام 2003 للحد من انتشار أنفلونزا الخنازير، والتي كانت هونغ كونج مركزا لتفشيها.
صرح وزير الغذاء والصحة يورك تشاو بأنه سيتم ايلاء اهتمام خاص للمسافرين القادمين من البلدان التي تم الإبلاغ عن إصابة الإنسان بأعراض الإصابة بأنفلونزا الخنازير.
في 1 أيار أصبحت إحدى الحالات أول حالة مؤكدة من إصابتها بأنفلونزا الخنازير في هونغ كونج وأيضا في أسيا بعد اختبارها الإيجابي من قبل جامعة هونغ كونج ووزارة الصحة في هونغ كونج. وقد وصل المريض المكسيكي الذي يسافر مع اثنين من المرافقين من المكسيك إلى هونغ كونج مع التوقف في مطار شنغهاي بودونغ، إلى هونغ كونج في 30 أبريل. وتم تطويق فندق مترو بارك وانشاي حيث بقي المريض في الفندق من قبل الشرطة ومسئولي الصحة من مركز الوقاية الصحية. حيث يجب على جميع الضيوف وموظفي الفندق البالغ عددهم 350 البقاء داخل الفندق لمدة سبعة أيام. وبعد تأكد المختبر من أول حالة إصابة بأنفلونزا الخنازير، رفع الرئيس التنفيذي السيد دونالد تسانغ مستوى استجابة هونغ كونج من الخطير إلى الطوارئ.
في 2 مايو تم نقل ما مجموعه 12 من نزلاء فندق Metro park Hotel اللذين لم يكونوا مستعدين للبقاء في الفندق إلى Lady Maclehose Holiday Village في Sui kung للحجر الصحي.
في 11يونيو اصدر المكتب التربوي خطابا يأمر جميع رياض الأطفال والمدارس الابتدائية والخاصة بتعليق جميع الفصول والامتحانات لمدة 14 يوما، اعتبارا من 21 يونيو. أمرت المدارس الثانوية  في 20 يونيو بتعليق الدراسة والامتحانات لمدة 14 يوما آخرين بعد اكتشاف حالة مؤكدة من الإصابة بأنفلونزا الخنازير في كل مدرسة. وفي23 يونيو اصدر المكتب التربوي خطابا يطلب من جميع رياض الأطفال والمدارس الابتدائية والمدارس الخاصة قضاء إجازتهم الصيفية على الفور. واعتبارا من 27 أغسطس 2009 كانت هناك 10468 حالة مؤكدة من أنفلونزا الخنازير في المدينة.
في 3 يوليو تم اكتشاف حالة فيروس مقاوم للتاميفلو لدى امرأة تعاني من الأنفلونزا. ولم تكن المرأة قد تناولت عقار تاميفلو من قبل لذا فقد تم الإعراب عن القلق من أنها ربما أصيبت بفيروس مقاوم بالفعل من شخص آخر.

## الهند
قررت حكومة الهند فحص جميع الأشخاص اللذين يدخلون الهند عبر مراكز المطارات الرئيسية في مومباي ونيودلهي وجوا وجايبور وكوتشي وكلكتا وتشيناي وبنغالور وحيدرأباد. وقال ان التركيز الأساسي سيكون على المسافرين القادمين من الولايات المتحدة الأمريكية والمملكة المتحدة وكندا والمكسيك وفرنسا ونيوزلندا. وتم نشر فريق من32 مهني طبي في هذه المطارات. حيث تحاول وزارة الصحة أيضا تعقب الأشخاص اللذين دخلوا الهند من المكسيك في الأيام العشرة الأخيرة، وقد أفيد ان شخصا واحدا قد سافر مؤخرا من ولاية تكساس إلى حيدر أباد مصابا بأعراض الأنفلونزا وتم عزله لكن السلطات رفضت الكشف عن هويته. وقد صرح مسئولو الصحة الحكوميون ومنظمة الصحة العالمية في وقت لاحق انه لا يوجد أي أنفلونزا خنازير في الهند وان المريض المذكور قد تعافى من نزلات البرد. وقد لوحظت ثلاث حالات أخرى يشتبه في إصابتها بأنفلونزا الخنازير، اثنان كانا في رحلة جوية من شيكاجو والأخر هو مواطن بريطاني يبلغ من العمر 35 عاما وصل من لندن. وقد ظلوا جميعهم تحت الملاحظة في المستشفى واعتبارا من 21 أغسطس 2009 تم تأكيد 24010 حالة في الهند مع 63 حالة وفاة. وتم العثور على الحد الأقصى للوفيات من بيون.واعتبارا من 13 أغسطس تم استسلام 13 شخصا للفيروس القاتل في بونة. وقد أعلنت Pure حالة شبه طارئة من الوباء. وأعلنت الحكومة عن إغلاق المدارس والكليات في مومباي لمدة أسبوع على الأقل، حيث تم إغلاق جميع مراكز التسوق والمسارح حتى يوم الاثنين.

## اندونيسيا
بعد اجتماع تنسيقي بشان الأنفلونزا في 27 أبريل 2009 أوقفت الحكومة الاندونيسية استيراد الخنازير وبدأت فحص 9 ملايين خنزير في اندونيسيا. وتم تثبيت الماسحات الضوئية التي يمكنها اكتشاف درجة حرارة جسم الإنسان في موانئ الدخول الاندونيسية. وتسبب درجات الحرارة التي تزيد عن 38 درجة مئوية (100.4 فهرنهايت) في صوت الأجهزة مما يشير إلى الحمى. وتم تثبيت الأجهزة في مطار سوكارنو هاتا الدولي ومطار حليم بيردانا كوسوما في جاكرتا ومطار جواندا في سورابايا ومطار هانغ نديم في باتام ومطار حسن الدين في ماكاسار ومطار نجوراه راي في دينباسا ومطار السلطان اجي محمد سليمان في باليكبابان Tanjung Priok Seaport البوابات واحد واثنين في جاكرتا واتخاذ الاجراءات الآن. وتؤكد اندونيسيا على أول حالة اصابة بفيروس H1N1. وتم تاكيد 416 حالة ووفاة واحدة في اندونيسيا. حيث زادت الحالات إلى أكثر من 1775 شخص و 4 حالات وفاة لكن 3 من هذه الوفيات كانت سلبية.
سيتم نقل أي شخص تزيد درجة حرارته عن 38 درجة مئوية إلى مستشفى متخصص وسيجري اختبارا مكثفا لتحديد ما إذا كان المريض مصابا بأنفلونزا الخنازير.
اعتبارا من 18 أغسطس 2009 تم الإبلاغ عن 4 وفيات ناجمة عن الفيروس في الدولة. وليس هذا هو الحال حيث تم الإبلاغ عن وفاة واحدة فقط بالفيروس والثلاثة الأخرى كانت سلبية.

## إسرائيلوالضفة الغربية
تطور التفشي في إسرائيل والضفة الغربية:
تم تاكيد أكثر من 4000 حالة في إسرائيل وتوفي أكثر من 60 شخص حتى الآن. وردا على الفاشية، قال نائب وزير الصحة الإسرائيلي يعقوب ليتزمان، نظرا لان الخنازير غير النظيفة يجب إعادة تسمية الفاشية وبالتالي إسرائيل احترما لحساسية الدينية لليهود والمسلمين، يطلق عليه الأنفلونزا المكسيكية. لقد تم ذلك حتى لا تخلط بين السكان في الاعتقاد أنهم لا يستطيعون الحصول على الفيروس إذا لم يأكلوا لحم الخنزير.وقد تراجعت الحكومة الإسرائيلية عن هذا الاقتراح بعد شكاوي مكسيكية.
اقتربت الأنفلونزا من كثير من السياسيين الاسرائيلين وتم فحص رئيس الوزراء بينيامن نتنياهو خوفا من الإصابة بالأنفلونزا ووصلت الإنفلونزا إلى مقر الرئاسة والكينيسيت.

## اليابان
أصدرت وزارة الزراعة والغابات ومصايد الأسماك في اليابان تعليمات إلى مكاتب الحجر الصحي في جميع أنحاء اليابان بفحص أي خنازير حية يتم إحضارها إلى اليابان للتأكد من عدم إصابتها بالأنفلونزا. وقد ظهر وزير الزراعة الياباني Shigeru Ishiba على شاشات التلفزيون لطمأنة العملاء انه من الأمن تناول لحم الخنزير. وقالت وزارة الزراعة اليابانية انها لن تطالب بفرض قيود على واردات لحم الخنزير لان الفيروس من غير المرجح ان يظهر في لحم الخنزير وسيقتل عن طريق الطهي.
في 30 أبريل 2009 تم اكتشاف أول حالة مشتبه بها في مطارNarita Airport  ومع ذلك فقد تبين ان الحالة هي سلالة تقليدية من الإنفلونزا من النوع الفرعيH1N1))A وفي 1 مايو 2009 تم اكتشاف الحالة الثانية المشتبه بها في يوكو هاما وتحولت هذه الحالة أيضا إلى سلالة تقليدية من الإنفلونزا من النوع الفرعي H1N1(سلالة روسية) وفي الوقت نفسه لم توقف اليابان أي رحلات أو وسائل سفر بين اليابان والمكسيك.
في 8 مايو تم تاكيد الحالات الثلاثة الأولى، فقد قضى المرضى المصابون الوقت في Oakville, كندا وعادوا إلى اليابان عبر Detroit. وفي 10 مايو تم تاكيد حالة أخرى من طالب جاء من رحلة مدرسية إلى كندا مما يجعلها الحالة الرابعة في اليابان.
في 16 مايو تم تاكيد الإصابة الأولى في Kobe لم يكن لطالب المدرسة الثانوية من الذكور تاريخ في السفر إلى الخارج واعتقد انه كانت بمثابة أنفلونزا موسمية ولم يتم إجراء اختبارPCR في الوقت المناسب حيث يشتبه في اصابة طالبين آخرين بينما يدعي 17 طالبا آخرين بان لديهم أعراض تشبه أعراض الإنفلونزا. فطريق العدوى لم يكن من الممكن تتبعه.
في 18 مايو تم تاكيد 130 حالة بما في ذلك موظفو الكشك لسكك الحديدية والبنك. وتم إغلاق العديد من أكشاك السكك الحديدية فيKobe. وتم إخبار 70 عاملا أخريين في البنك ممن عملوا مع الشخص المصاب بالمكوث في المنزل. وتم تعليق جميع المدارس في محافظتي اوساكا وهيوغو. وتم تاكيد وجود 944 حالة في اليابان اعتبارا من 24 يونيو 2009.
في 2 يوليو تم الإعلان في اليابان عن أول حالة اصابة بالفيروس المقاوم للاوسيلتا مينير في امرأة كانت تتناول عقارات مينلو بشكل وقائي.
كازاخستان
تم اكتشاف الحالات الأولى المصابة بفيروس A(H1N1) في 3 طلاب من العاصمة استانا وفقا لناتاليا بوتينكو مستشارة وزارة الصحة في كازاخستان.

## الكويت
قالت متحدثة باسم القيادة المركزية الأمريكية في 24 مايو 2009 ان حوالي 18 شخصا في القواعد العسكرية الأمريكية في الكويت أثبتت إصابتهم بأنفلونزا الخنازير. هذه هي الحالات الأولى المبلغ عنها في الكويت ولا يزال من غير الواضح ما إذا كان الفيروس قد انتشر إلى السكان المدنيين. حيث لم تتوفر على الفور أسماء ووحدات الأشخاص المصابين وقال Maj> Kristi Beckman متحدثا من مقر القيادة المركزية في Tampa ان كل من تبين انه مصاب بالفيروس كان في الحجر الصحي في منشات الصحة العسكرية التي وافق عليها مسئولون من وزارة الصحة الكويتية. ويستخدم العالم الكويت كمنطقة انطلاق للجنود المتوجهين إلى العراق أو في الحرب وذكرت منظمة الصحة العالمية أنها لم تدرج الكويت في قائمة الدول التي يوجد بها الفيروس. وفي 16 يونيو أكدت صحيفة الكويت تايمز ان أول حالات الإصابة بأنفلونزا الخنازير في الدولة كانت من بين 4 كويتيين عادوا من الولايات المتحدة.

## لاوس
وافقت حكومة لاو على شراء 10 آلات تصوير حراري وتثبيتها عند نقاط التفتيش الحدودية الرئيسية للهجرة في الدولة. حيث ستساعد الآلات المسئولين في تحديد هوية أي شخص يدخل الدولة بدرجة حرارة عالية وخلق الثقة بين الناس في لاو والأجانب اللذين يعيشون في لاوس والأشخاص اللذين يسافرون إلى لاوس. وسيكون مسئولو الصحة متاحين عند نقاط التفتيش الحدودية الدولية لضمان علاج أي شخص يثبت انه مصاب. وكل آلة يمكن ان تكلف حوالي 25000 دولار أمريكي وتم اتخاذ قرار شراءها بعد ان وجدت الحكومة ان زوار لاوس كانوا من القادمين من الولايات المتحدة واسبانيا ودول أخرى متضررة.
وقال رئيس الوزراء Bouasone Bouphavanh انه ينبغي توفير الأقنعة وسيتم تعيين مسئولين الصحة للعمل عند نقاط التفتيش الحدودية. وستساعد الآلات المسئولين في تحديد هوية أي شخص يدخل الدولة بدرجة حرارة عالية وخلق الثقة بين ناس لاو والأجانب اللذين يعيشون في لاوس والأشخاص اللذين يسافرون إلى لاوس. وسيكون مسئولو الصحة متاحين عند نقاط التفتيش الحدودية الدولية لضمان علاج أي شخص يثبت انه مصاب. وفي 18 يونيو تم تاكيد الحالة الأولى في لاوس.

## لبنان
قال وزير الصحة محمد خليفة لرويترز ان شخصا لبنانيا يعاني من مرض خطير توفي متأثرا بسلالة أنفلونزا الخنازيرH1N1 يوم الخميس 30 يوليو 2009 وهو أول وفاة في لبنان. وقال الوزير ان الضحية البالغة من العمر 30 عاما كانت تتلقى علاجا لسرطان الدم وربما أصيبت بالفيروس من أقارب سافروا للتو من أستراليا إلى لبنان وقد سجل لبنان أكثر من 100 حالة اصابة بفيروسH1N1.
تم اكتشاف الحالات الثلاثة الأولى من مرض أنفلونزا الخنازير في لبنان في 1 يوليو 2009 وفقا لوزير الصحة محمد جواد خليفة. وقال خليفة لوكالة فرانس برس«لبناني كان في اسبانيا واثنين من الكنديين اللذين وصلوا إلى لبنان قبل أسبوع يعانون من أنفلونزا الخنازير» وقد وضعناها في الحجر الصحي وأثبتت عينات الدم التي أخذناها كل يوم أنها ايجابية. «فلقد تلقى الرجل اللبناني والكنديان الزائرين العلاج الطبي المناسب في الوقت المناسب وهم الآن على ما يرام». وقال في مؤتمر صحفي ان الرجل كان جزءا من مجموعة مكونة من 22 لبنانيا حضروا ندوة تدريبية في اسبانيا في معهد تم اكتشاف المرض فيه لاحقا. وقال ان السلطات الصحية قد تستخدم الماسحات الحرارية في المطار للكشف عن الركاب المصابين بالحمى وقال«الوضع تحت السيطرة».
طلب وزير الصحة اللبناني محمد جواد خليفة من المواطنين التوقف عن العادة الاجتماعية المتمثلة في التحية بالتقبيل؛ لان عادة اللبنانية تحية بعضهم البعض بثلاث قبلات على الخد، كما طلب إبقاء تلاميذ المدارس المتضررين في منازلهم وتجنب السفر إلى البلدان التي تأكدت فيها الحالات. كما حظرت بيروت استيراد لحم الخنزير.
في 30 أيار أكد لبنان 3 حالات اصابة بأنفلونزا الخنازير.

## مكاو
في 18 يونيو تم تاكيد الحالة الأولى .كانت الضحية فلبينية تصل إلى مكاو في اليوم السابق .وتم تاكيد أول حالة محلية في 23 يونيو وفي ذلك اليوم كانت هناك 8 حالات مؤكدة.

## ماليزيا
اكتشفت ماليزيا أول حالة اصابة بالأنفلونزا H1N1))A في 15 مايو 2009 في طالب يبلغ من العمر 21 عاما عاد من الولايات المتحدة. وتم تاكيد أول حالة اصابة بمرض الإنفلونزا A(H1N1)  في ماليزيا في 17 يونيو 2009 وتم تحديدها على أنها فتاة تبلغ من العمر 17 عاما تم إدخالها إلى مستشفى كوالالمبور. واعتبارا من 11 أغسطس 2009 كان هناك 2,253 حالة مؤكدة في ماليزيا. وأعلنت وزارة الصحة أنها قد توقفت منذ 12 أغسطس 2009 عن حساب العدد الإجمالي لحالات الإصابة بفيروسH1N1 تمشيا مع المبادئ التوجيهية الصادرة عن منظمة الصحة العالمية. واعتبارا من 20 أغسطس 2009 بلغ إجمالي عدد الوفيات المرتبطة بفيروس H1N1 في ماليزيا 68 حالة وفاة.

## المالديف
تم تشكيل لجنة وزارية للإشراف على الاجراءات الوقائية لأنفلونزا الخنازير لتجنب تفشي المرض حيث يتم فحص جميع الزوار الذين يصلون إلى مطار مالي الدولي في جزيرة هولهول والموانئ البحرية التجارية الثلاثة في البلاد.
تم تاكيد الوفاة الأولى من فيروس أنفلونزا H1N1 في 19 نوفمبر.

## منغوليا
قامت السلطات المنغولية بالحجر الصحي على 103 ركاب في الطائرة في 7 مايو الماضي اللذين قد تعرضوا لأنفلونزا الخنازير.
كان الركاب على متن طائرة أصيب فيها اثنين من الركاب اللذين أدوا في فرقة منغولية في المكسيك بالحمى. وعندما توقفت الطائرة عن الهبوط المقرر في موسكو تم نقل الركاب المرضى إلى المستشفى.
بعد الهبوط في اولانباتار، أعلنت وزارة الصحة المنغولية أنها فرضت الحجر الصحي على جميع الركاب وطاقم الطائرة المكون من 6 أفراد. وسيبقى الأشخاص تحت المراقبة الطبية لمدة 7 أيام وفقا لمسئولي الهيئة العامة لإدارة الطوارئ.
سعت وزارة الصحة المنغولية إلى منع انتشار أنفلونزا الخنازير في منغوليا من خلال حث الناس على تجنب الأماكن العامة.
وحتى 22 تشرين الأول تأكد وجود 26 حالة في منغوليا. بعد7 أيام فقط ارتفع العدد إلى 394 مع خمس وفيات.

## كوريا الشمالية
يتفق معظم المنشقين اللذين لديهم خلفيات في مجال الرعاية الصحية على انه بالنظر إلى عزلة المجتمع الكوري الشمالي ونظام الرعاية الصحية غير الكافي للغاية، فانه من المحتمل ان يتم قمع حالات الإصابة أنفلونزا الخنازير اوتشخيصها بشكل خاطئ.
وعقب تاكيد الحالة الأولى للمرض في منغوليا نشأت المخاوف حيث ان الحالات المرتفعة جدا في الصين ستنشر المرض في كوريا الشمالية، أنها فقط مسالة وقت. فإذا كانت أنفلونزا الخنازير ستأتي إلى كوريا الشمالية فهناك إمكانية لنشر سريع للمرض من خلال سوق جانغانغماد والذي أصبح للناس وسيلة أساسية للعيش.
خططت منظمة الصحة العالمية لتوزيع لقاحات أنفلونزا الخنازير التي ساهمت البلدان المتقدمة على النمو إلى 100 دولة نامية مختارة في نوفمبر ودرجت كوريا الشمالية في القائمة ذات الأولوية.
وفي 16 تشرين الثاني أكدت الوزارة الحالة الأولى التي صدرت في تقرير من قبل Korea Times . وتم تاكيد الحالة الأولى في عامل في كوريا الجنوبية في مجمع غايزونغ الصناعية.
وفي 1 كانون الأول دعت وزارة الصحة العامة اجتماع لمناقشة كيفية منع  أنفلونزا H1N1 من الانتشار. وأخذت في عين الاعتبار استيراد اللقاحات وعزلة الناس في منازلهم. كما قررت وزارة التربية والتعليم دعوة جميع المدارس على الصعيد الوطني لأخذ إجازة الشتاء في وقت مبكر في نهج لوقف انتشار المرض بسبب حقيقة ان غالبية الوفيات الناجمة عن المرض هم أشخاص أعمارهم اقل من 23 عام.
ومع ذلك في 9 كانون الأول أكدت كوريا الشمالية لأول مرة رسميا ان تقارير أجنبية أعلنت عن تفشي المرض في البلاد. حيث قبلت العون من كوريا الجنوبية.
ومع ذلك، هناك دعاية انشاتها الولايات المتحدة والحكومات الغربية أنها أنتجت فيروسH1N1 وان المرض هو من صنع الإنسان من قبل الغربيين.

## عمان
اعتبارا من 13 أغسطس 2009 أبلغت وزارة الصحة عن أول حالتي وفاة واحدة في مسقط وواحدة في صلالة بالإضافة إلى زيارة عدد الحالات إلى 513 حالة.

## باكستان
اتخذت باكستان تدابير احترازية في المطارات الدولية لفحص الركاب القادمين من البلدان المتأثرة بأنفلونزا الخنازير، حيث يفحص الأطباء الركاب القادمين ويسمح لهم بالدخول فقط لاولائك الذين لا تظهر عليهم أعراض الإنفلونزا حيث ان المستشفيات الكبرى في جميع المدن الكبرى كانت في حالة تأهب قصوى.وتم تاكيد على ان هناك 90 حالة مصابة حتى 26 يناير 2010.

## الفلبين
أمر وزير الصحة فرانسيسكوت دوكي الثالث مكتب الحجر الصحي باستخدام معدات التصوير الحراري في المطارات لفحص الركاب القادمين من الولايات المتحدة لمعرفة أعراض الإنفلونزا. وقد تقوم الفلبين بوضع حجر صحي للمسافرين المصابين بالحمى اللذين يصلون من المكسيك. أيضا اصدر وزير الزراعة أمرا يحظر استيراد الخنازير من الولايات المتحدة والمكسيك وتراجع تقييد استخدام لقاح أنفلونزا الخنازير. ومرحلة الإنذار الطبي هي بالفعل الرمز الأبيض وهو أدنى مستوى.
في 18 مايو2008 كانت فتاة فلبينية وصلت من هيوستن، تكساس الولايات المتحدة الأمريكية وهي أول حالة مؤكدة لفيروس H1N1 في الفلبين. ونصح وزير الصحة دوك ان الفتاة في حالة مستقرة وأنها في الحجر الصحي.
في 3 يونيو2009 تم تاكيد اصابة طالب في التبادل الثقافي الأجنبي في جامعة دي لا سال في مانيلا بفيروس H1N1 وتم إغلاق المدرسة لمدة عشرة أيام ابتدءا من 4 يونيو.
واعتبارا من 5 يونيو 2009 ارتفع إجمالي الحالات المصابة بفيروس A(H1N1) من 29 حالة في 4 يونيو الماضي إلى 33 حالة مؤكدة حتى 5 يونيو. وقال وزير الصحة الفلبيني فرانسيسكو دوكي الثالث ان الحالات الجديدة هم شقيقان وطالب آخر من جامعة أخرى في دي لا سال.
بسبب الحادث المذكور في 6 يونيو 2009 نقلت لجنة التعليم العالي (CHED)  افتتاح الفصول الدراسية في جميع الكليات والجامعات في مانيلا الكبرى في الفترة ما بين 8 يونيو 2009 إلى 15 يونيو 2009.
تم الإبلاغ عن أول حالة وفاة وهي امرأة تبلغ من العمر 49 عاما من مترو مانيلا في 22 يونيو وهي أول حالة وفاة في أسيا بسبب هذا المرض ولم يكن الفيروس سببا مباشرا للوفاة. حيث أنها كانت تعاني من مشاكل في الرئة وماتت بسبب نوبة قلبية.
كانت أعلى الحالات المؤكدة في يوم واحد في 24 يونيو 2009 مع 131 حالة وفي اليوم التالي الحالات المؤكدة المضافة هي 123 ولهذا السبب أمرت وزارة الصحة الأشخاص الذين يجب عليهم إجراء اختبارات المسح هم الأشخاص الوحيدون اللذين يعانون من حالات معقدة للغاية (على سبيل المثال اضطرابات الرئة واضطرابات المفاصل والرضع وما إلى ذلك) وقالت الحكومة ان الانتشار السريع للمرض ناتج عن الكثافة السكانية في الدولة.

## المملكة العربية السعودية
أعلنت وزارة الصحة عن اكتشاف حالة اصابة بأنفلونزا الخنازير أصابت ممرضة فلبينية تعمل في مستشفى الملك فيصل التخصصي ومركز الأبحاث. وقال الدكتور عبد الله الربيع وزير الصحة: ان الكشف عن الحالة جاء في إطار الجهود التي تبذلها وزارة الصحة لمتابعة التطورات في هذا الصدد. وفي تصريح لوكالة الأنباء السعودية قال ان الممرضة التي قضت عطلتها في الفلبين عادت إلى الرياض في 29 مايو 2009 على متن إحدى رحلات طيران الخليج. وقال ان أعراض المرض ظهرت في حالة الممرضة في 1 يونيو 2009 وتم قبولها في مستشفى الملك فيصل التخصصي لإجراء الفحوصات الطبية اللازمة المتعلقة بأنفلونزا الخنازير مشيرا إلى ان نتائج الفحوصات الطبية قد تم الكشف عنها يوم الثلاثاء . مساءا تم تاكيد الاختبار انه ايجابي.
وقال انه في ضوء إجراءات منظمة الصحة العالمية أجرت الفحوصات الطبية للمرة الثانية مساء يوم الثلاثاء، مضيفا ان الفحوص أثبتت اصابة الممرضة بعدوى A(H1N1) صباح الأربعاء. وقال الدكتور ربيع ان وزارة الصحة قامت بالتعاون مع مستشفى الملك فيصل التخصصي ومركز الأبحاث بتطبيق الخطة الوطنية للوقاية من أنفلونزا الخنازير بطريقة تتوافق مع توصيات منظمة الصحة العالمية. وتبعا لذلك تم عزل المريض وتزويده بالعلاج الطبي اللازم. وتجري الترتيبات لفحص الأشخاص اللذين كانوا على اتصال بالمريض للتأكد من أنهم غير مصابين. واعتبارا من 17 أغسطس 2009 ارتفع عدد الحالات المصابة ب H1N1 في المملكة العربية السعودية إلى أكثر من 700 وتوفي 14 شخص.
بحلول 17 أغسطس كان هناك حوالي 2000 حالة اصابة بالأنفلونزا التي أدت إلى وفاة 14 شخص.

## سنغافورة
كان وباء الإنفلونزا لعام 2009 في سنغافورة هو وباء الإنفلونزا الذي يشتمل على النوع الفرعي لفيروس الإنفلونزا A(H1N1). جزءا من الوباء كان قد حدث عام 2009 لفيروس H1N1 فيما تسبب فيما يعرف باسم أنفلونزا الخنازير في 30 أبريل 2009. وقد رفعة وزارة الصحة السنغافورية نظام الاستجابة لتفشي الأمراض إلى الإنذار البرتقالي . وفي هذا الوقت لم تكن هناك حالات مؤكدة في سنغافورة. وتم تاكيد أول حالة اصابة بفيروس H1N1 في سنغافورة في 27 مايو 2008 حيث التقطت امرأة تبلغ من العمر 22 عاما الفيروس بعد زيارة مدينة نيويورك في الولايات المتحدة. واعتبارا من 7 يوليو 2009 كان هناك 1,217 حالة مؤكدة. وفي 17 أكتوبر 2009 كان هناك 18 حالة وفاة مؤكدة بسبب فيروس H1N1 في سنغافورة. وفي 12 فبراير 2010 نقلت وزارة الصحة في سنغافورة مستوى التأهب إلى اللون الأخضر.

## سريلانكا
تم تاكيد الحالة الأولى من الإنفلونزا A(H1N1)  في 16 يونيو 2009 في سريلانكا. وقالت سريلانكا يوم الثلاثاء ان طفلة تبلغ من العمر 12 عاما عائدة إلى الوطن من سنغافورة تم تشخيص إصابتها بأنفلونزا H1N1  وهي أول حالة اصابة بأنفلونزا الخنازير في الجزيرة. وقال مسئول في وزارة الصحة ان الطالبة نقلت إلى مستشفى الأمراض المعدية في ضواحي العاصمة.
اعتبارا من 25 يونيو كانت هناك 10 حالات مؤكدة. ووفقا لجيتاني ويكريما سينغ من معهد البحوث الطبية في كولومبو انه تم اكتشاف شخصين آخرين يعانيان من أنفلونزا الخنازير يوم الأربعاء 24 يونيو. وصل كل المرضى اللذين كانوا في أستراليا بما بينهم صبي يبلغ العمر 10 سنوات إلى البلاد يوم الأحد الماضي . ومع إضافة هذين المرضى إلى العدد الإجمالي لمرضى أنفلونزا الخنازير المكتشفة في سريلنكا ارتفع إلى 10. وخرج 4 من المرضى لكن 6 من المرضى ما زالوا يتلقون العلاجات في مستشفى الأمراض المدية في انجودا.

## كوريا الجنوبية
حذرت كوريا الجنوبية من السفر إلى مكسيكو سيتي وثلاث ولايات مكسيكية. كما صعدت الحكومة من عمليات التفتيش على الحجر الصحي والسلامة على المسافرين القادمين من الولايات المتحدة والمكسيك وواردات لحم الخنزير من تلك البلدان. كما يوجد نظام للحجر الصحي في حالات الطوارئ مع إجراء اختبارات بسيطة على الأشخاص اللذين يصلون مع أعراض الإنفلونزا في المطارات. في 28 أبريل أبلغت كوريا الجنوبية عن أول حالة اصابة محتملة بأنفلونزا الخنازير بعد اختبارات أولية ايجابية على راهبة عادت مؤخرا من رحلة إلى المكسيك. وأبلغت عدة مصادر انه تم تاكيد حالة واحدة من قبل المختبر في كوريا الجنوبية في 30 أبريل. وفي 2 مايو تبين ان أول امرأة مشتبه فيها مصابة بالأنفلونزا من نوع H1N1 وأصبحت كوريا الجنوبية ثالث دولة مصابة في أسيا بعد إسرائيل وهونغ كونج وكان هناك تقريبا 2100 حالة في كوريا الجنوبية اعتبارا من 16 أغسطس 2009. وفي 15 أغسطس تم تاكيد الوفاة الأولى لكوريا بسبب الإنفلونزا الجديدة علنا وإعلان وفاة ثانية في 16 أغسطس. وتم الإبلاغ عن حوالي 15000 حالة و14 حالة وفاة حتى 12 أكتوبر 2009.

## جمهورية الصين تايوان (جمهورية الصين)
في 20 مايو 2009 تم تاكيد أول حالة اصابة بالأنفلونزا في تايوان.
سبق للحكومة ان اتخذت عدة خطوات لمنع اندلاع محتمل لأنفلونزا الخنازير بما في ذلك إنشاء مركز قيادة وتحذيرات سفر للدول المصابة، وأجريت فحوصات صحية شديدة في الموانئ الدولية. وقالت تايوان ان الزوار اللذين عادوا من المناطق المصابة بالحمى سيخضعون للحجر الصحي.
وفقا لوزارة الصحة (DOH)  ان تايوان تمتلك إمدادات كافية  من الأقنعة الجراحية واللقاحات للتعامل مع الإنفلونزا. كما ذكرت DOUGH ان لديها ما بين 50 مليون إلى 60 مليون قناع في المخزن وان المصنعين المحليين لديهم القدرة على إنتاج 200000 جرعة من لقاح الإنفلونزا شهريا. وفي محاولة لمنع دخول أنفلونزا الخنازير أعلنت مراكز السيطرة على الأمراض في 28 أبريل ان كل رحلة من الأمريكيتين وتحديدا كندا والولايات المتحدة ستصل إلى تايوان اعتبارا من 29 أبريل وما بعدها ستخضع لإجراءات الفحص الصارمة على متن الطائرة.
هناك 5474 حالة مؤكدة مصابة بفيروس H1N1  في تايوان حتى الآن.

## تايلاند
ظهر وباء الإنفلونزا في تايلاند عام2009 وهو جزء من الوباء في عام 2009 السلالة الجديدة من فيروسA(H1N1)  الذي تسبب في ما يسمى عادة بانفلونزا الخنازير لأول مرة في تايلاند في 13 مايو 2009 عندما أكدت تايلاند على اصابة حالتين من أنفلونزا الخنازير. وأكد كل من الشخصين المصابان بأنفلونزا الخنازير إنهما قد سافروا مؤخرا إلى المكسيك. وأعلنت وزارة الصحة العامة التايلندية في 16 تموز أنها قد أنهت التحديثات اليومية بشان وباء الإنفلونزا من النمط A(H1N1)  قائلة أنها تريد تجنب الارتباك العام وستقدم تحديثات أسبوعية. وكانت هناك 4469 حالة مؤكدة في تايلاند و44 حالة وفاة مؤكدة حتى 22 يونيو 2009.

## تركيا
تطور التفشي في تركيا
تم الإبلاغ عن أول حالة اصابة ب A(H1N1)  في تركيا في 16 مايو 2009. وتم العثور على مواطن أمريكي كان مسافرا من الولايات المتحدة عبر أمستردام يعاني من أنفلونزا الخنازير بعد وصوله إلى مطار أتاتورك الدولي في إسطنبول. فتركيا هي الدولة السادسة والثلاثون في العالم التي تبلغ عن حادث اصابة بأنفلونزا الخنازير. حيث اتخذت الحكومة التركية إجراءات في المطارات الدولية باستخدام كاميرات التصوير الحراري لفحص المسافرين القادمين من وهات دولية. واعتبارا من 11 أغسطس كانت هناك 312 حالة مؤكدة في تركيا واعتبارا من 24 أكتوبر كانت هناك وفاة مؤكدة في تركيا. وأفادت وزارة الصحة ان شخصا واحدا توفي في أنقرة . بالإضافة إلى ذلك هناك 958 حالة مؤكدة في تركيا.

## الإمارات العربية المتحدة
توفي رجل مسن هندي كان يعاني بالفعل من التهابات شديدة في الجهاز التنفسي والرئة  و (H1N1) أنفلونزا الخنازير ليصبح أول شخص في دولة الإمارات العربية المتحدة يستسلم للمرض أعلنت وزارة الصحة في 20 أغسطس 2009. وقال ان الضحية البالغة من العمر 63 عاما قد تأخرت كثيرا عن المستشفى حيث تم تشخيص إصابته بالعدوى إلى جانب أعراض A(H1N1)  وتم تقديم العلاج له لكنه توفي بسبب تقدم المرض.
أكدت وزارة الصحة وفاة سوري يبلغ من العمر 28 عاما من الشارقة في سبتمبر 2009 بسبب الإصابة بفيروس H1N1 إلى جانب امرأة أخرى حامل مما زاد عدد الوفيات الناجمة عن فيروس H1N1 في الدولة إلى أربعة.

## أوزباكستان
صرح بهاتيور نيازماتوف، كبير أطباء الصحة في الدولة لأوزباكستان بان أوزباكستان اتخذت إجراءات لمنع دخول وانتشار أنفلونزا الخنازير على أراضي الدولة.
وفقا للمسئول فان التدابير التي اتخذتها الدولة لمنع الإصابات الخطرة قد أثبتت كفاءتها في الماضي. وبالتالي تم منع تهديد أنفلونزا الطيور وغيرها من الأمراض المعدية . تمتلك أوزباكستان اليوم روابط جوية وبرية مباشرة مع العديد من البلدان وتستورد ألاف المنتجات من دول أخرى.
وضعت وزارة الصحة الأزبكية خطة خاصة لمنع العدوى التنفسية الجديدة. ويشارك أخصائيون ذوو جودة عالية في مراقبة الوضع، وتعقد دورات تدريبية خاصة للعاملين الطبيين في جميع المناطق.
تمتلك مختبرات الفيروسات في جميع إنحاء طشقد ومناطق الدولة وسائل تشخيصية لتحديد أنفلونزا الخنازير في الوقت المناسب. وفي حالة ظهور أعراض أنفلونزا الخنازير سيتم عزل المريض في غرف مخصصة لعيادات العدوى.
تعمل نقاط المراقبة الصحية في أماكن العبور الحدودية بما في ذلك المطارات ومحطات السكك الحديدية. وأضافت انه تم تزويدهم بمعدات خاصة إضافية ووسائل التطهير.
إلى جانب ذلك أصدرت وزارة الصحة ملصقات وكتيبات تشرح التدابير الوقائية. وعقدت اجتماعات مع متخصصين في مناطق الإقامة والمؤسسات التعليمية والمؤسسات والمنظمات على حد قول كبير أطباء الصحة في أوزباكستان.
حتى 6 أكتوبر لم يتم تاكيد أي حالة اصابة في أوزباكستان

## فيتنام
أصدرت وزارة الصحة الفيتنامية رسالة طارئة وحثت الوكالات على اتخاذ تدابير وقائية ضد أنفلونزا الخنازير. بالإضافة إلى ذلك طلب مكتب الصحة والبيئة الوقائي من جميع المرافق الصحية مراقبة أي حالة مشتبه فيها من فيروسH1N1 بعناية كما حذر رئيس المكتب نجوين هوي نجا من ان الوباء قد يدخل فيتنام من خلال الخنازير المستوردة أو البوابات الحدودية. وتم إرسال أجهزة التصوير الحراري إلى المطارات والبوابات الحدودية لفحص الركاب. وردا على تحذيرات منظمة الصحة العالمية رفعت فيتنام في 30 أبريل 2009 مستوى التحذير الخاص بأنفلونزا الخنازير إلى 4 مما يشير إلى«خطر تفشي المرض على مستوى المجتمع», بينما كانت السلطات المحلية تنفذ تدابير وقائية.
في 1 مايو 2009 قال مسئول بوزارة الصناعة والتجارة الفيتنامية ان الوزارة تدرس فرض حظر على استيراد لحم الخنزير «في بعض الحالات» لمنع دخول أنفلونزا الخنازير إلى فيتنام.
اعتبارا من 31 مايو2009 أعلنت حكومة فيتنام عن أول حالة اصابة جديدة بفيروس A(H1N1)  في الدولة. وأثبتت النتائج اصابة طالب فيتنامي يبلغ من العمر 23 عاما عاد مؤخرا من هيوستن في تكساس في الولايات المتحدة الأمريكية إصابته بفيروس أنفلونزا الخنازير.

## اليمن
اعتبارا من 4 يوليو 2009 تم الإبلاغ عن 7 حالات اصابة بأنفلونزا A(H1N1)  في اليمن.
الجدول الزمني
| 2009                                       | تفشي A(H1N1) ومعالم الوباء في آسيا                                                                                           |
| 28 ابريل                                   | أول حالة مؤكدة في إسرائيل |
| 1مايو                                      | أول حالة مؤكدة في هونغ كونج                                                                                                  |
| 2 مايو                                     | أول حالة مؤكدة في كوريا الجنوبية                                                                                             |
| 8 مايو                                     | أول حالة مؤكدة في اليابان |
| 10 مايو                                    | أول حالة مؤكدة في الصين |
| 12 مايو                                    | أول حالة مؤكدة في تايلاند |
| 15 مايو                                    | أول حالة مؤكدة في ماليزيا |
| 16 مايو                                    | أول حالة مؤكدة في الهند |
| 16 مايو                                    | أول حالة مؤكدة في تركيا |
| 17 مايو                                    | تاكيد التفشي في المجتمع الياباني                                                                                             |
| 19 مايو                                    | أول حالة مؤكدة في تايوان |
| 21 مايو                                    | أول حالة مؤكدة في الفلبين |
| 22 مايو                                    | أول حالة مؤكدة في روسيا |
| 24 مايو                                    | أول حالة مؤكدة في الكويت أول حالة مؤكدة في الإمارات العربية المتحدة                                                          |
| 25 مايو                                    | أول حالة مؤكدة في البحرين |
| 27 مايو                                    | أول حالة مؤكدة في سنغافورة                                                                                                   |
| 30 مايو                                    | أول حالة مؤكدة في قبرص أول حالة مؤكدة في لبنان                                                                               |
| 31 يونيو                                   | أول حالة مؤكدة في فيتنام |
| 3 يونيو                                    | أول حالة مؤكدة في السعودية العربية                                                                                           |
| 11 يونيو                                   | أول حالة مؤكدة في الأراضي الفلسطينية أول حالة مؤكدة في هونغ كونج                                                             |
| 14 يونيو                                   | أول حالة مؤكدة في الفلبين |
| 16 يونيو                                   | أول حالة مؤكدة في الأردن أول حالة مؤكدة في قطر أول حالة مؤكدة في سريلانكا أول حالة مؤكدة في تايلاند أول حالة مؤكدة في اليمن  |
| 17 يونيو                                   | أول حالة مؤكدة في عمان أول حالة مؤكدة في ماليزيا                                                                             |
| 18 يونيو                                   | أول حالة مؤكدة في مكاو والصين أول حالة مؤكدة في لاوس                                                                         |
| 19 يونيو                                   | أول حالة مؤكدة في بنغلادش |
| 22 يونيو                                   | أول حالة مؤكدة في الفلبين أول حالة مؤكدة في إيران                                                                            |
| 23 يونيو                                   | أول حالة مؤكدة في مكاو |
| 24 يونيو                                   | أول حالة مؤكدة في اندونيسيا أول حالة مؤكدة في كمبوديا أول حالة مؤكدة في العراق                                               |
| 26 يونيو                                   | أول حالة مؤكدة في الصين |
| 27 يونيو                                   | أول حالة مؤكدة في تايلاند أول حالة مؤكدة في ميانمار                                                                          |
| 29 يونيو                                   | أول حالة مؤكدة في نيبال أول حالة مؤكدة في سنغافورة                                                                           |
| 1 يوليو                                    | أول حالة مؤكدة في كوريا الجنوبية                                                                                             |
| 2 يوليو                                    | أول حالة مؤكدة في بروناي الحالة الأولى لمقاومة اوسيلتاميفير (تاميفلو) الموجودة في اليابان                                    |
| 3 يوليو                                    | الحالة الأولى لمقاومة اوسيلتاميفير (تاميفلو) الموجودة في هونغ كونج                                                           |
| 4 يوليو                                    | أول حالة مؤكدة في سوريا |
| 8 يوليو                                    | أول حالة مؤكدة في أفغانستان                                                                                                  |
| 10 يوليو                                   | أول وفاة مؤكدة في هونغ كونج                                                                                                  |
| 13 يوليو                                   | تأكد التفشي في المجتمع في المملكة العربية السعودية                                                                           |
| 16 يوليو                                   | أول وفاة مؤكدة في سنغافورة                                                                                                   |
| 19 يوليو                                   | أول حالة مؤكدة في جورجيا تاكيد التفشي في المجتمع في إسرائيل                                                                  |
| 21 يوليو                                   | تاكيد التفشي في المجتمع في اندونيسيا                                                                                         |
| 22يوليو                                    | تاكيد التفشي في المجتمع في الهند تاكيد التفشي في المجتمع في فيتنام أول وفاة مؤكدة في لاوس                                    |
| 23يوليو                                    | أول وفاة مؤكدة في ماليزيا أول حالة مؤكدة في بوتان أول حالة مؤكدة في كازاخستان                                                |
| 24يوليو                                    | أول حالة مؤكدة في المالديف                                                                                                   |
| 25 يوليو                                   | تاكيد التفشي في المجتمع في بروناي تاكيد التفشي في المجتمع في تايوان                                                          |
| 26يوليو                                    | تاكيد التفشي في المجتمع في قبرص تاكيد التفشي في المجتمع في تركيا أول وفاة مؤكدة في اندونيسيا                                 |
| 27يوليو                                    | أول وفاة مؤكدة في إسرائيل أول وفاة مؤكدة في السعودية العربية تاكيد التفشي في المجتمع في الإمارات العربية المتحدة             |
| 30 يوليو                                   | أول حالة مؤكدة في أذربيجان أول وفاة مؤكدة في تايوان أول وفاة مؤكدة في لبنان                                                  |
| 31 يوليو                                   | أول وفاة مؤكدة في قطر |
| 2اغسطس                                     | أول وفاة مؤكدة في الهند |
| 3اغسطس                                     | أول حالة مؤكدة في باكستان |
| 4اغسطس                                     | أول وفاة مؤكدة في فيتنام |
| 5اغسطس                                     | أول وفاة مؤكدة في إيران |
| 7اغسطس                                     | أول وفاة مؤكدة في فلسطين |
| 8اغسطس                                     | الحالة الأولى لمقاومة اوسيلتاميفير (تاميفلو) وجدت في تايلاند                                                                 |
| 9اغسطس                                     | أول وفاة مؤكدة في العراق |
| 12اغسطس                                    | أول حالة مؤكدة في شرق تيمور                                                                                                  |
| 14اغسطس                                    | الحالة الأولى لمقاومة اوسيلتاميفير (تاميفلو) وجدت في سنغافورة الحالة الأولى لمقاومة اوسيلتاميفير (تاميفلو) الموجودة في الصين |
| 15 أغسطس                                   | أول وفاة مؤكدة في كوريا الجنوبية أول وفاة مؤكدة في اليابان                                                                   |
| 18اغسطس                                    | أول وفاة مؤكدة في اليمن |
| 20اغسطس                                    | أول وفاة مؤكدة في الكويت أول وفاة مؤكدة في الإمارات العربية المتحدة                                                          |
| 21اغسطس                                    | أول وفاة مؤكدة في عمان |
| 24اغسطس                                    | أول حالة مؤكدة في قرغيزستان                                                                                                  |
| 26اغسطس                                    | أول وفاة مؤكدة في سوريا |
| 29 أغسطس                                   | أول وفاة مؤكدة في بنغلادش |
| 31 أغسطس                                   | أول وفاة مؤكدة في البحرين |
| 2سبتمبر                                    | أول وفاة مؤكدة في مكاو |
| 10 سبتمبر                                  | الحالة الأولى لمقاومة اوسيلتاميفير (تاميفلو) وجدت في إسرائيل                                                                 |
| 21 سبتمبر                                  | بدا التطعيمات الجماعية في الصين، وهي الأولى من نوعها في العالم                                                               |
| 28 سبتمبر                                  | أول وفاة مؤكدة في كمبوديا |
| 30 سبتمبر                                  | أكملت التجارب السريرية الأولى من قبل شركة لقاح 2009/H1N1 في العالم                                                           |
| 4اكتوبر                                    | أول وفاة مؤكدة في طاجيكستان                                                                                                  |
| 6اكتوبر                                    | أول وفاة مؤكدة في الصين |
| 12 أكتوبر                                  | الحالة الأولى لمقاومة اوسيلتاميفير (تاميفلو) وجدت في فيتنام أول وفاة مؤكدة في الأردن                                         |
| 13اكتوبر                                   | أول حالة مؤكدة في منغوليا |
| 19اكتوبر                                   | بدأت اللقاحات الجماعية في اليابان                                                                                            |
| 23اكتوبر                                   | أول وفاة مؤكدة في منغوليا |
| 24اكتوبر                                   | أول وفاة مؤكدة في تركيا |
| 26 أكتوبر                                  | بدأت اللقاحات الجماعية في عمان                                                                                               |
| 27 أكتوبر                                  | أول وفاة مؤكدة في روسيا بدأت اللقاحات الجماعية في كوريا الجنوبية                                                             |
| 29 أكتوبر                                  | أول وفاة مؤكدة في أفغانستان                                                                                                  |
| 1 نوفمبر                                   | بدأت اللقاحات الجماعية في الكويت                                                                                             |
| 3 نوفمبر                                   | بدأت اللقاحات الجماعية في سنغافورة                                                                                           |
| بدأت اللقاحات الجماعية في قطر              | |
| 7 نوفمبر                                   | أول وفاة مؤكدة في باكستان أول وفاة مؤكدة في سريلانكا                                                                         |
| بدأت اللقاحات الجماعية في السعودية العربية | |
| بدأت اللقاحات الجماعية في البحرين          | |
| 8 نوفمبر                                   | أول حالة مؤكدة في أرمينيا |
| 13 نوفمبر                                  | أول وفاة مؤكدة في قبرص |
| 16 نوفمبر                                  | أول حالة مؤكدة في كوريا الشمالية                                                                                             |
| 18 نوفمبر                                  | أول وفاة مؤكدة في المالديف                                                                                                   |
| 20 نوفمبر                                  | بدأت اللقاحات الجماعية في الأردن                                                                                             |
| 7 ديسمبر                                   | أول وفاة مؤكدة في كوريا الشمالية                                                                                             |
| 13 ديسمبر                                  | أول وفاة مؤكدة في أرمينيا |
| 14 ديسمبر                                  | أول وفاة مؤكدة في جورجيا |
| 27 ديسمبر                                  | أول وفاة مؤكدة في نيبال |

أعلى 5 دول:
| اعلى5 حالات    | أعلى 5 من الوفيات |
| الصين          | الهند             |
| هونغ كونج      | تايلاند           |
| تايلاند        | تركيا             |
| الهند          | كوريا الجنوبية    |
| كوريا الجنوبية | الصين             |